# Kōhai
Kōhai (jap. 後輩 dosł. młodszy stażem, wiekiem) – słowo określające młodszych wiekiem lub stażem mężczyzn. Dotyczy zorganizowanych grup społecznych jak: szkoły, kluby sportowe, instytucje itp.
Określenia tego używa się także w japońskich sztukach walki w odniesieniu do osoby, która ma niższy stopień szkoleniowy wobec innych. Ktoś, kto jest kōhai dla jednej osoby, może być jednocześnie „senpai” (tzn. starszy wiekiem, stażem) lub „dōhai” (tzn. równy) dla drugiej.